# Dasineura kiefferi
Dasineura kiefferi är en tvåvingeart som först beskrevs av Élie Marchal 1896.  Dasineura kiefferi ingår i släktet Dasineura och familjen gallmyggor. Inga underarter finns listade i Catalogue of Life.